# سوفیا دل پرادو
سوفیا دل پرادو (به انگلیسی: Sofía del Prado) (زاده ۱۱ فوریه ۱۹۹۵) مدل و ملکه زیبایی اسپانیایی است. او در سال ۲۰۱۷ دختر شایسته اسپانیا شد.